# 魅惑のワルツ
「魅惑のワルツ」（英語: Fascination）は、1957年に全米チャート7位を獲得した女性歌手のジェーン・モーガンなどのレコードで知られているが、「ヴァルス・ツィガーヌ」（ジプシーのワルツ）ともいいパリのカフェのオーケストラ用にイタリアの作曲家フェルモ・ダンティ・マルケッティが1904年に書いた作品で、モーリス・ド・フェラウディがフランス語の詩を書きシャンソンとして愛好されポーレット・ダルティが歌い成功を収めた。その後1954年ディック・マニングが英詩をつけた。
1957年、映画『昼下りの情事』の主題曲として使用されリバイバルヒットした。

## 解説
1957年に公開されたビリー・ワイルダー監督の映画『昼下りの情事』ではゲイリー・クーパー、オードリー・ヘプバーン、モーリス・シュバリエ主演で劇中「魅惑のワルツ」が効果的に使用された。8月15日に日本で映画が公開されると、日本ではデヴィッド・キャロル盤がラジオ東京今週のベストテン1957年8月28日放送で8位に初登場。9月28日放送分で1位になっている。アメリカではディック・マニングの英詩で歌ったジェーン・モーガンのレコードが大ヒット、ビルボード誌1957年9月16日号では第4位、9月23日号では第5位にランクインしている。
その後も数多くのアーティストがカバーしムード音楽、ヴォーカル物とも数多くの名演奏、名唱を生んでいる。1957年だけでも4つのバージョンがチャート・インしている。ダイナ・ショア（全米15位）ディック・ジェイコブス(全米17位）デビッド・キャロル(全米56位）それにジェーン・モーガン盤である。

## カバー
カバー録音が多数存在する。
- Prince's Orchestra(1914）全米6位[9]
- 映画『昼下りの情事』サントラ盤（1957・米Verve）

- ビリー・ヴォ―ン(1958）
- ロジャー・ウィリアムス(1958）
- パット・ブーン（1961）
- パーシー・フェイス(1960）
- キーリー・スミス(1960）
- コニー・フランシス(1963）
- ピート・ファウンテン(1965)
- ナット・キング・コール(1966)
- アンドレ・プレヴィン(1963)
- ベルト・ケンプフェルト(1968)